# Goudkeeltiran
De goudkeeltiran (Nephelomyias ochraceiventris; synoniem: Myiophobus ochraceiventris) is een zangvogel uit de familie Tyrannidae (tirannen).

## Verspreiding en leefgebied
Deze soort komt voor van noordelijk Peru tot noordwestelijk Bolivia.

## Status
De grootte van de populatie is niet gekwantificeerd maar de soort wordt omschreven als vrij algemeen. Op de Rode lijst van de IUCN heeft deze soort de status niet bedreigd.